# ガリレイ (冷蔵機器)
ガリレイ株式会社（英: GALILEI CO. LTD.）は、大阪府大阪市西淀川区に本社を置く持株会社。東京証券取引所プライム市場上場。JPX日経中小型株指数の構成銘柄の一つ。
国内で初めて業務用冷蔵庫を規格化して販売したメーカー。
コーポレートスローガンは「Be cool, Be alive.」。

## 概要
子会社であるフクシマガリレイやタカハシガリレイなどによって業務用冷蔵庫や冷凍冷蔵ショーケースなどの製造・販売を手掛けている。
創業者の福島信夫が木工の技術を生かし、業務用冷蔵庫の製造を開始したことが始まり。1962年に業務用冷蔵庫を業界で初めて規格化、量産・販売を開始。
戦後のスーパーマーケットスタイルの定着にあわせて、1964年に冷凍冷蔵オープンショーケースを規格化、量産を開始。1999年には理化学・医療機器分野へ進出。
2021年に創業100周年となる2051年を見据えて環境ビジョン「Dramatic Future 2050」を策定し。温室効果ガスの排出量実質ゼロに向けた取り組みを加速。2024年に業務用冷蔵庫と一部製氷機のノンフロン化を実現。2025年からは冷媒ガス漏れ10年保証を開始する。
2025年に持株会社制に移行。フクシマガリレイ（初代）はガリレイに商号変更され、事業はフクシマガリレイ（2代）が継承した。

## 主な製品・サービス
- 業務用冷凍冷蔵庫
- 冷凍冷蔵ショーケース
- 製氷機
- ブラストチラー/ショックフリーザー
- 解凍機
- 電解次亜水生成装置FEクリーン水
- 受け取り用ロッカー
- RO水生成機器
- 医療理化学機器
- 遠隔温度管理システム

## 沿革
- 1951年 - 大阪市旭区にて福島工業株式会社を設立。
- 1956年 - 大阪市西淀川区御幣島に本社を移転。
- 1974年 - 御幣島3丁目に本社ビルを新築。
- 1994年 - 日本証券業協会の店頭登録銘柄として株式公開する。
- 1995年 - 大阪証券取引所2部に上場。
- 2002年 - 東京証券取引所2部に上場。
- 2005年 - 大阪・東京両証券取引所1部に上場。
- 2009年 - トンネルフリーザーの髙橋工業株式会社（現・タカハシガリレイ）をグループ化。
- 2013年
  - FSP株式会社（現・ガリレイパネルクリエイト）を設立し、断熱パネル事業に参入。
  - コンベア製造の株式会社省研（現・ショウケンガリレイ）を完全子会社化。
  - コーポレートキャラクター『フクッピー』 誕生。
- 2015年 - キッザニア甲子園に「冷蔵サポートセンター」 オープン。
- 2017年
  - フクシマ女子実業団テニス部創部。
  - 自動洗浄機能付きブラストチラーQXC-012SFLV2が「2017年グッドデザイン賞」を受賞。
  - 大型パネル冷蔵設備案件において約4億1100万円の不適切な原価処理が発覚し、再発防止策を公表[3]。
- 2019年12月3日 - フクシマガリレイ株式会社に社名変更[4]。また大阪市西淀川区竹島に本社を移転[5]。
- 2022年 - 冷凍機内蔵型冷凍冷蔵ショーケースAMX/Cシリーズが「2022年度グッドデザイン賞」を受賞。
- 2023年 - ノンフロン製氷機MIRACLEAR Xシリーズとインバーター冷凍機内蔵型コンパクトインショーケースの2製品が、「2023年度グッドデザイン賞」を受賞。
- 2024年 - 日本洗浄機株式会社をグループ化。
- 2025年 - 持株会社制に移行。フクシマガリレイ株式会社はガリレイ株式会社へ商号変更。同時に、フクシマガリレイ（初代）が手掛けていた事業はフクシマガリレイ株式会社（2代）（株式会社フクシマガリレイ分割準備会社から商号変更）が継承[6][7]。

## スポンサー
- 星野源のオールナイトニッポン（ニッポン放送・NRN系列局）2022年4月～

過去の提供番組
- 菅田将暉のオールナイトニッポン（ニッポン放送・NRN系列局）2021年11月～2022年3月

## スポーツ
2017年4月にフクシマ実業団女子テニス部を発足。2023年、2024年と全日本ジュニアテニス選手権に製品及び運営サポートにて協賛している。